# Байша-Шіаду (станція метро)
38°42′39.50″ пн. ш. 9°8′23″ зх. д. / 38.7109722° пн. ш. 9.13972° зх. д.
Б́айша-Шіа́ду (порт. Baixa-Chiado) — станція Лісабонського метрополітену. Це найглибша станція метро у Лісабоні — (45 м). Знаходиться у центральній частині міста Лісабон, Португалія. Належить одночасно двом лініям: на Синій лінії (або Чайки) знаходиться між станціями «Рештаурадореш» та «Террейру-ду-Пасу», на Зеленій лінії (або Каравели) — між станціями «Кайш-ду-Содре» та «Росіу». односклепінна станція глибокого закладення з кросплатформовою пересадкою. Дві платформи Зеленої лінії були введені в експлуатацію 25 квітня 1998 року, додаткову платформу для Синьої лінії введено в експлуатацію кілька місяців пізніше — 8 серпня 1998. Належить до першої зони, вартість проїзду в межах якої становить 0,75 євро. Назва станції складається з двох частин: перша у перекладі з португальської мови означає «центр міста» (порт. Baixa), друга — означає назву однойменного пагорбу (порт. Chiado), на якому вона знаходиться.
Станція була побудована в зв'язку з необхідністю пов'язати Синю і Зелену лінії, а також продовжити Синю лінію до залізничного вокзалу Санта-Аполонія. Було вирішено побудувати єдиний підземний вестибюль для обох ліній, таким чином станція стала першою кросплатформовою станцією Лісабона.

## Опис
Архітектор — Álvaro Siza Vieira, художні роботи виконав — Ângelo de Sousa. Станція має центральний вестибюль підземного типу, що має два виходи на поверхню.

## Режим роботи[4]
Відправлення першого поїзду відбувається з кінцевих станцій Синьої лінії:
- ст. «Амадора-Еште» — 06:30
- ст. «Санта-Аполонія» — 06:30

Відправлення останнього поїзду відбувається з кінцевих станцій Синьої лінії:
- ст. «Амадора-Еште» — 01:00
- ст. «Санта-Аполонія» — 01:00

Відправлення першого поїзду відбувається з кінцевих станцій Зеленої лінії:
- ст. «Кайш-ду-Содре» — 06:30
- ст. «Тельєйраш» — 06:30

Відправлення останнього поїзду відбувається з кінцевих станцій Зеленої лінії:
- ст. «Кайш-ду-Содре» — 01:00
- ст. «Тельєйраш» — 01:00

## Галерея зображень

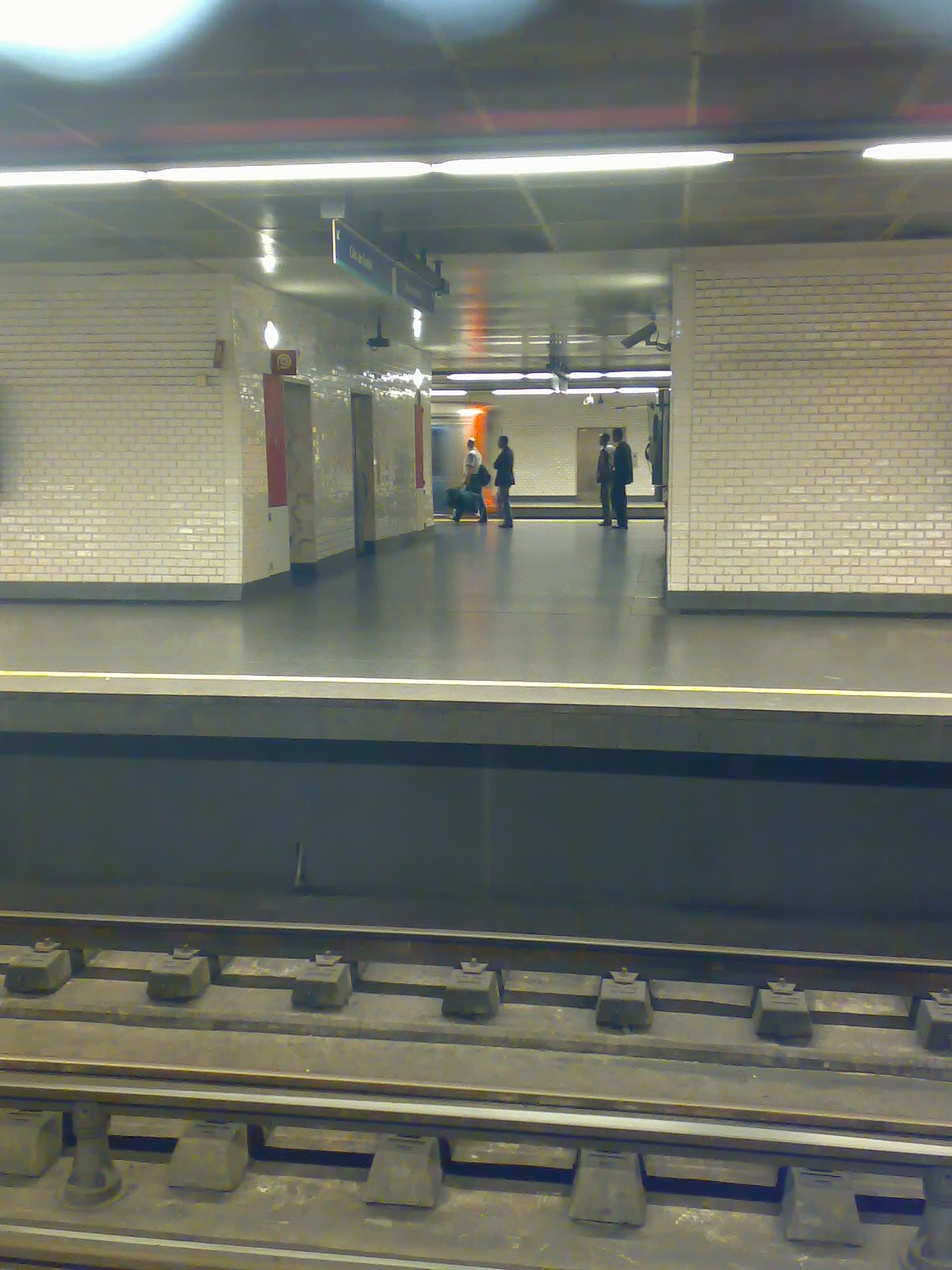
На платформі між двома лініями
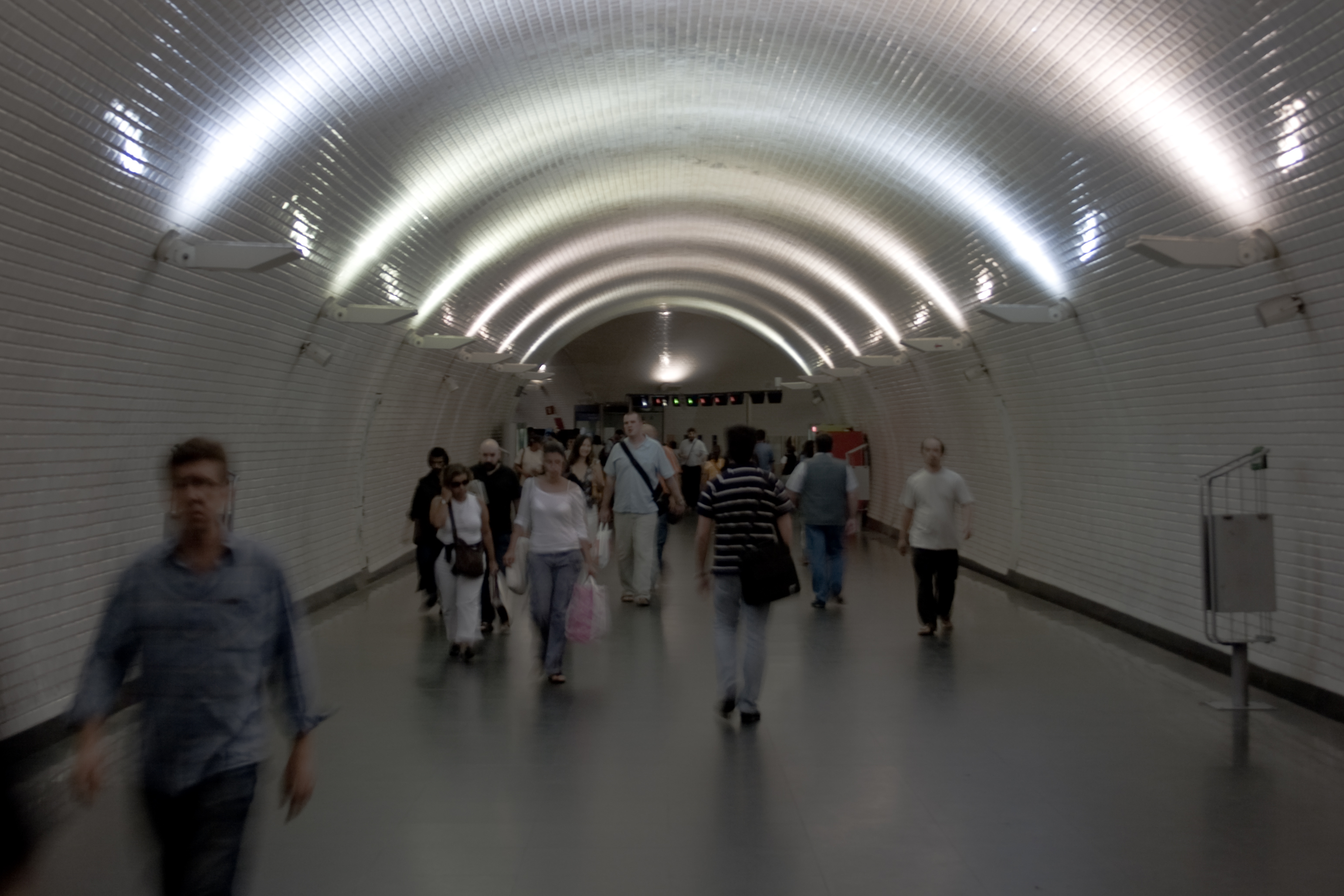
Прохід до вестибюля станції
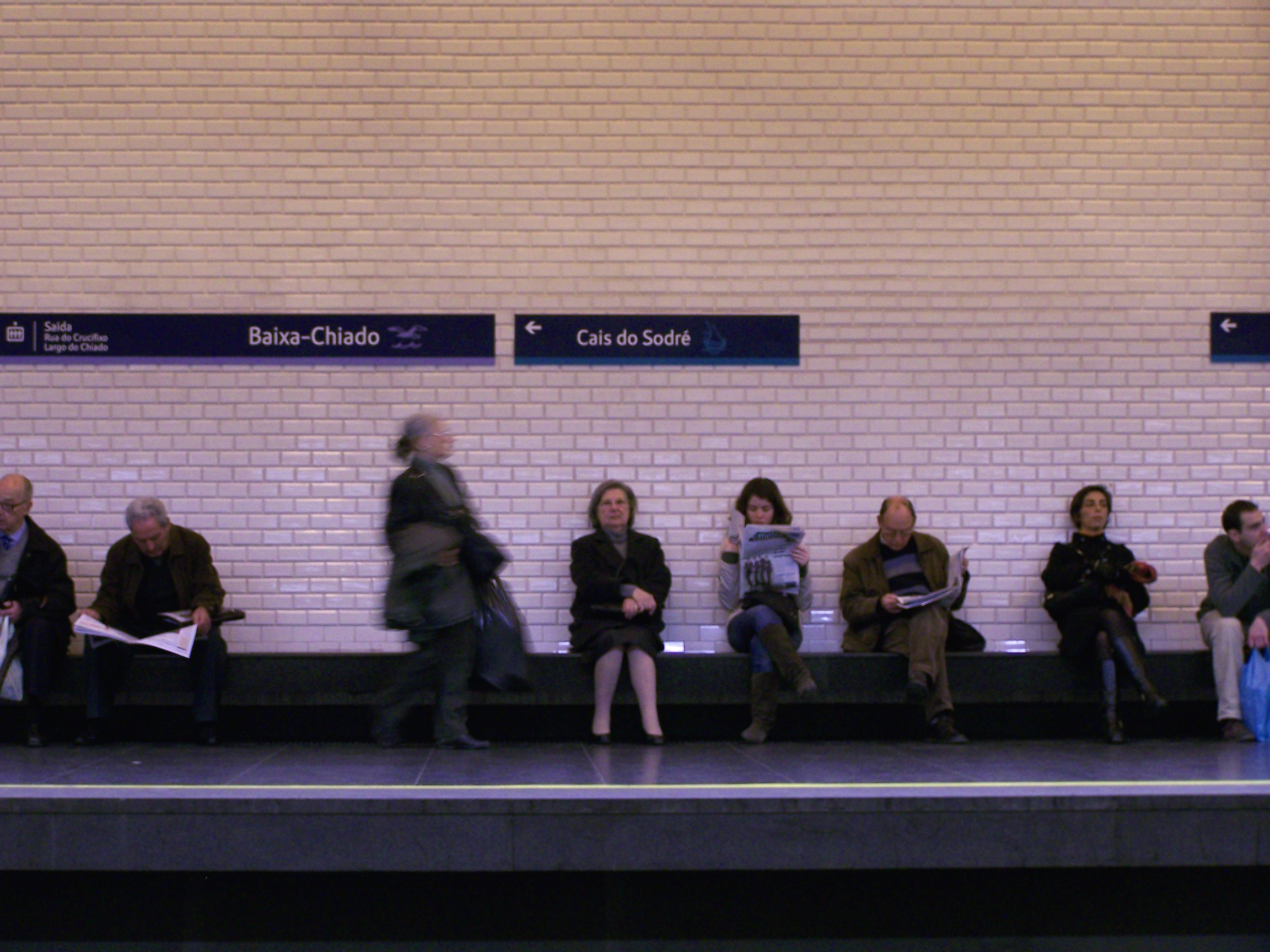
В очікуванні поїзда
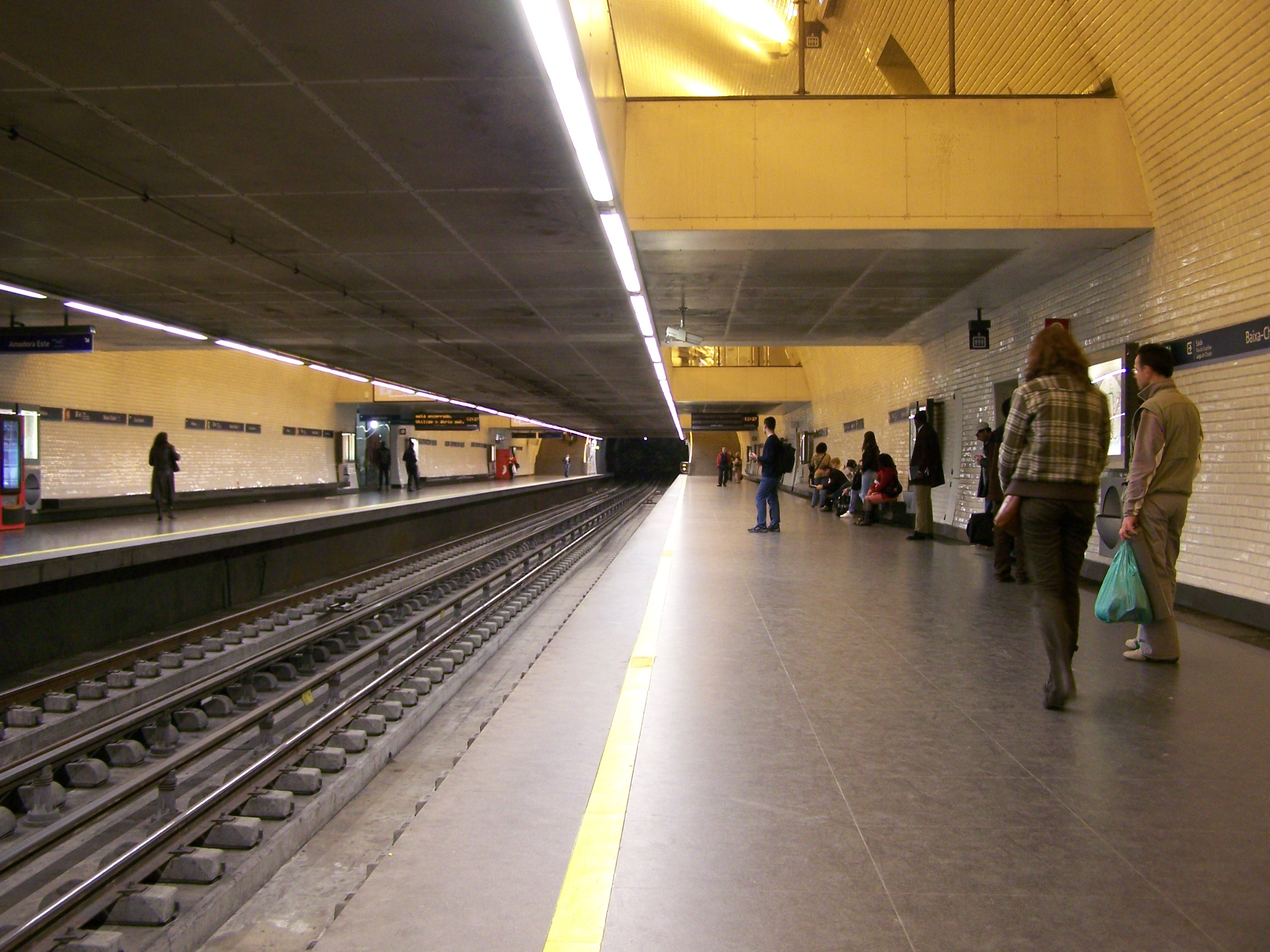
Посадкова платформа Синьої лінії